# Anisopleura comes
Anisopleura comes là loài chuồn chuồn trong họ Euphaeidae (Epallagidae). Loài này được Hagen mô tả khoa học đầu tiên năm 1880.